# کیک (سرویس)
کیک (به انگلیسی: Kick) یک سرویس پخش زنده ویدیو است که در سال ۲۰۲۲ به عنوان رقیبی برای توییچ با تمرکز بر رفتار ملایم تر و سهم درآمد بالاتر برای استریمرها تأسیس شد. کیک درآمد ۵ درصدی دارد که کمترین میزان درآمد بین پلتفرم‌های استریم است و مهاجرت استریمرهای هیکارو ناکامورا، ایدن راس و اکس‌کیوسی از توییچ به کیک در سال ۲۰۲۳ این وبسایت را مشهورتر کرد.
در خرداد ۱۴۰۲ کیک در ایران فیلتر شد.